# Institut officiel de crédit
L'Institut officiel de crédit (en espagnol : Instituto de Crédito Oficial, ICO) est une banque publique espagnole.
L'ICO a la nature juridique d'un établissement de crédit et est considérée comme une agence financière de l'État. Il est financé par l'émission d'obligations à taux fixe. Ses fonctions consistent principalement à promouvoir les activités économiques favorisant la croissance et le développement du pays, ainsi qu'à améliorer la répartition de la richesse nationale.
Il a été créé en 1962 sous le nom d'Institut de crédit à moyen et long terme (Instituto de Crédito a Medio y Largo Plazo) pour coordonner et contrôler les banques publiques. Il a pris son nom actuel en 1971.

## Présidents
Les personnes suivantes ont assuré la présidence de l'ICO depuis 1971 :
- ? (1971-1978)
- Rafael Bermejo Blanco (1978-1982)
- Miguel Martín (es) (1982)
- Julián García (1982-1985)
- Miguel Muñiz (es) (1986-1995)
- Fernando Becker (es) (1996-1998)
- José Gasset (1999-2000)
- Ramón Aguirre (2000-2003)
- Aurelio Martínez (es) (2004-2009)
- José María Ayala Vargas (2009-2011)
- Román Escolano (2012-2014)
- Irene Garrido (2014-2015)
- Emma Navarro Aguilera (2015-2016)
- Pablo Zalba (2016-2018)
- José Carlos García de Quevedo (depuis 2018)